# 소니 엑스페리아 Z 시리즈

소니 엑스페리아 시리즈의 로고.

소니 엑스페리아 Z 시리즈는 소니 모바일 제조 소니 엑스페리아 시리즈의 주력 안드로이드 스마트폰과 태블릿을 의미한다.
또한 2016년 2월 25일, 소니 엑스페리아 Z 시리즈는 소니 엑스페리아 X 시리즈를 위해 중단되었다.

## 모델

### 스마트폰

#### 엑스페리아 Z
라스 베이거스 내 CES 2013에서 소니는 원래 엑스페리아를 발표했다. 5인치 FHD 화면 크기, 2GB의 RAM, 쿼드 코어 프로세서와 물과 먼지 저항을 가진 스마트폰으로, 이 때문에 삼성 갤럭시 S4 액티브와 그 후기 모델 - 삼성 갤럭시 S5의 삼성을 포함한 많은 기업은 물과 먼지 저항 휴대 전화를 만들기 시작했다. 엑스페리아 Z는 CES 2013에서, '최고 스마트폰'과 상 '증명의 최고'를 수상했다. 소니 임원, 맥두걸에 따르면, 초기 엑스페리아 Z의 판매량은 강해지고 있다. 그는 "그것 (엑스페리아 스마트폰)은  바로 24%의 시장 점유율을 가지고, 일본에서 첫 주에 15만 대 이상을 판매했다." "섣부른 판단일지도 모르지만, 첫 징후는 매우 긍정적이다."라고 말했다.

#### 엑스페리아 ZR
먼저 CES 2013에서 발표된, 엑스 페리아 ZR은 4.55인치 화면, 2GB의 RAM, 쿼드 코어 프로세서를 탑재한 중급 스마트폰이다. 이 스마트폰도 낮은 압력의 물 분사 보호, 방수, 방진하고, IP55 및 IP58의 보호 등급 평가가 있다. 이는 '엑스페리아 A'로 명명되어 일본에서 2013년 5월 17일 발매되었다.

#### 엑스페리아 ZL
본질적으로 원래 엑스페리아와 같은 하드웨어지만, ZL은 물과 먼지 저항이 없으며, 약간 더 큰 배터리 용량을 갖는다.

#### 엑스페리아 Z1/Z1s
먼저 베를린 IFA 2013에서 발표된, 소니 엑스페리아 Z1은 소니 모바일 커뮤니케이션스 AB에 의해 생성된 하이엔드 안드로이드 스마트폰이다. 엑스페리아 Z1은 IP55와 58의 평가와 방진 및 방수 전화이다. 장치의 주요 특징은 소니 실내 G 렌즈와 호출의 화상 처리 알고리즘 BIONZ와 쌍을 이루는 20.7 메가 픽셀 카메라이다. 이전 모델과 마찬가지로, 소니 엑스페리아 Z는, 한 조각의 알루미늄 프레임에 의해 함께 개최된 앞면과 뒷면에 비산 방지 필름으로 덮여 휴대 전화 기능 강화 유리. 퀄컴의 최신 쿼드코어 스냅드래곤 S800 프로세서는 2.2GHz의 클럭과 2GB의 RAM, 그것은 또한 더 나은 이미지 및 동영상 감상을 위한 5.0 인치 소니의 Triluminos와 X-현실 엔진이 포함되어 있다. 소니는 CES 2014, T모바일 US에 독점 소니 엑스페리아 Z1의 수정된 버전에서 소니 엑스페리아 Z1s을 발표, 미국에서 출시되었다.

#### 엑스페리아 Z1 컴팩트
먼저 CES 2014에서 발표된, 엑스페리아 Z1 컴팩트는 4.3 인치 HD 720p의 디스플레이로 5 인치 엑스페리아 Z1의 작은 버전이다. 그것은 20.7MP 카메라 같이 엑스페리아 Z1과 동일한 하드웨어를 유지한다.

#### 엑스페리아 Z2
먼저 MWC 2014에서 발표된, 엑스페리아 Z2는 최신 스냅드래곤 801과 4K 비디오 녹화할 수 있는 엑스페리아 Z 시리즈의 후속작이다. 그것은 최적화된 엑스페리아 UI와 최신 안드로이드 버전 (5.1.1 롤리팝)이 함께 제공된다. 엑스 페리아 Z2는 Z1 및 Z1 컴팩트와 같은 20.7MP 카메라가 있다. 지금은 훨씬 개선된 디스플레이를 가지고 있다 -소니 대신 시야각과 색의 정확도에서 매우 눈에 띄게 개선이 있다는 것을 의미하는, TFT 대신 IPS의 기술을 사용했다.

#### 엑스페리아 Z3
엑스페리아 Z3는 베를린에서 IFA 2014에서 발표되었다. 그것의 전임처럼, 그것은 스냅드래곤 801 및 4K 비디오 녹화 기능을 한다. 이 장치는 사용자가 플레이스테이션 4 게임을 즐길 수 있도록 원격 플레이가 있다. 엑스 페리아 Z2와 달리, 152g 무게와 128 GB 마이크로 지원을 가지고 있다 - 새로운 IP 등급, IP65와 68과 함께 32 GB 버전도 사용할 수 있다. 엑스페리아 Z3는 2014년 9월 발매되었다.
엑스페리아 Z3 D6633로도 알려진, 엑스 페리아 Z3 듀얼은 듀얼 SIM을 지원한다.

#### 엑스페리아 Z3 컴팩트
또한 베를린에서 IFA 2014에서 발표된, 그것은 엑스 페리아 Z3와 같은 프로세서와 함께 제공된다. Z1 컴팩트와는 달리, 무게는 129g이며, 4.6" 디스플레이가 있다. 그것의 RAM이 엑스페리아 Z3의 3GB에서 2GB로 감소되었다. 주력 마찬가지로, 동일한 IP 등급이 2014년 9월 발매되었다.

### 패블릿

#### 엑스페리아 Z 울트라
소니 엑스페리아 Z 울트라는 소니가 제조한 최초의 패블릿이다. 울트라 엑스페리아 Z는 메모를 하거나 일반 펜이나 연필로 그릴 수 있다. 6.44 인치의 디스플레이, 그것은 반사를 줄이고도 밝은 태양 조명에 선명하게 볼 수 있도록 하는 옵티콘트라스트 패널, 모바일 기술에 대한 소니의 TRILUMINOS™와 X-리얼리티를 보유하고 있다.

### 태블릿

#### 엑스페리아 태블릿 Z
소니 엑스페리아 태블릿 Z는 소니가 제조한 10.1 인치 태블릿이다. 먼저 일본에서 발표된, 태블릿은 세계에서 가장 얇고 가벼운 10 인치 태블릿이며, 두께 1.09그램의 무게와 단지 0.27mm 두께로 2013년 2월 25일 바르셀로나 모바일 월드 콩그레스에서 전 세계적으로 발표되었다. 엑스페리아 태블릿 S를 계승한, 엑스페리아 테이블 Z는 빠른 프로세서, 더 나은 전면 카메라, 고해상도 화면과 IP55 및 IP57의 침투 보호 등급, 먼지 보호, 워터 제트에 대한 보호, 1m 수심에서 최대 30분 방수와 함께 제공되었다. 태블릿은 2013년 5월 발매되었다.

#### 엑스페리아 Z2 태블릿
소니 엑스페리아 Z2 태블릿은 같은 방수 기능을 갖춘 소니 엑스페리아 태블릿 Z의 후계자로 2014년 2월 24일 발표되었다. 2.3 GHz의 퀄컴 스냅드래곤 801 프로세서를 실행하는 최초의 태블릿이었다. 소니는 이 태블릿은 세계에서 가장 얇고 가벼운 10 인치 태블릿이라고 발표 시 말했다. 발매일은 2014년 3월 설립되었다.

#### 엑스페리아 Z3 태블릿 컴팩트
소니 엑스페리아 Z3 태블릿 컴팩트는 2.5 GHz의 퀄컴 스냅드래곤 801 프로세서와 함께 제공 뿐만 아니라 8.0" 디스플레이로 2014년 9월에 발표되었다. 태블렛은 2014년 10월 출시될 예정이었다.

#### 엑스페리아 Z4 태블릿
소니 엑스페리아 Z4 태블릿은 2015년 3월 2일 발표되었다. 그것은 2K 해상도 10.1 인치 화면과 함께 제공과는 퀄컴 스냅드래곤 810 프로세서에 의해 구동된다. 태블릿은 2015년 6월 출시될 것으로 예상했다.

## 비교
이 테이블은 주로 엑스페리아 Z 시리즈의 모델 군 간의 차이를 표시하기 위한 것이다. 이 목록은 언락 및 국제 장치만을 포함한다.

### 폰
| 암호명  | 판매명                          | 발매일  | 안드로이드 버전 | 단일 칩 체제 | RAM  | ROM                                                    | 디스플레이       | 무게 | 전지 (mAh) | 블루투스 | Wi-Fi                       | NFC | 카메라                      | 네트워크          | 방수와 방진 (IP)   |
| ------- | ------------------------------- | ------- | --------------- | --- | ---- | ------------------------------------------------------ | ---------------- | ---- | ---------- | -------- | --------------------------- | --- | --------------------------- | ----------------- | ------------------ |
| Yuga    | 소니 엑스페리아 Z               | 2013-02 | 4.1 / 4.2       | 1.5 GHz Qualcomm Snapdragon S4 Pro APQ8064, quad-core                                                           | 2 GB | 16 GB                                                  | 5" FHD           | 146g | 2330       | 4.0      | 802.11a/b/g/n, dual-band    | 예  | Rear: 13.1 MP Front: 2.2 MP | GSM / HSPA+ / LTE | 예 (IP57)          |
| Odin    | 소니 엑스페리아 ZL              | 2013-04 | 4.1 / 4.2       | 1.5 GHz Qualcomm Snapdragon S4 Pro APQ8064, quad-core                                                           | 2 GB | 16 GB                                                  | 5" FHD           | 151g | 2370       | 4.0      | 802.11a/b/g/n, dual-band    | 예  | Rear: 13 MP Front: 2 MP     | GSM / HSPA+ / LTE | 아니요             |
| Dogo    | 소니 엑스페리아 ZR 엑스페리아 A | 2013-05 | 4.1             | 1.5 GHz Qualcomm Snapdragon S4 Pro APQ8064, quad-core                                                           | 2 GB | 8 GB (ZR) 32 GB (A)                                    | 4.55" HD         | 138g | 2300       | 4.0      | 802.11a/b/g/n, dual-band    | 예  | Rear: 13 MP Front: 0.3 MP   | GSM / HSPA+ / LTE | 예 (IP58)          |
| Honami  | 소니 엑스페리아 Z1              | 2013-10 | 4.2             | 2.2 GHz Qualcomm Snapdragon 800 8274, quad-core (non-LTE) 2.2 GHz Qualcomm Snapdragon 800 8974, quad-core (LTE) | 2 GB | 16 GB                                                  | 5.0" FHD         | 170g | 3000       | 4.0      | 802.11a/b/g/n/ac, dual-band | 예  | Rear: 20.7 MP Front: 2 MP   | GSM / HSPA+ / LTE | 예 (IP58)          |
| Amami   | 소니 엑스페리아 Z1 컴팩트       | 2014-02 | 4.3             | 2.2 GHz Qualcomm Snapdragon 800 8274, quad-core                                                                 | 2 GB | 16 GB                                                  | 4.3" HD          | 137g | 2300       | 4.0      | 802.11a/b/g/n/ac, dual-band | 예  | Rear: 20.7 MP Front: 2 MP   | GSM / HSPA+ / LTE | 예 (IP58)          |
| Sirius  | 소니 엑스페리아 Z2              | 2014-03 | 4.4             | 2.3 GHz Qualcomm Snapdragon 801 8274, quad-core                                                                 | 3 GB | 16 GB External: supports up to 128 GB microSD/HC       | 5.2" FHD IPS LCD | 158g | 3200       | 4.0      | 802.11a/b/g/n/ac, dual-band | 예  | Rear: 20.7 MP Front: 2.2 MP | GSM / HSPA+ / LTE | 예 (IP58)          |
| Leo     | 소니 엑스페리아 Z3              | 2014-09 | 4.4             | 2.5 GHz Qualcomm Snapdragon 801 8974, quad-core                                                                 | 3 GB | 16 GB External: supports up to 128 GB microSD/HC 32 GB | 5.2" FHD IPS LCD | 152g | 3100       | 4.0      | 802.11a/b/g/n/ac, dual-band | 예  | Rear: 20.7 MP Front: 2.2 MP | GSM / HSPA+ / LTE | 예 (IP65 and 68)   |
| Aries   | 소니 엑스페리아 Z3 컴팩트       | 2014-09 | 4.4             | 2.5 GHz Qualcomm Snapdragon 801 8974, quad-core                                                                 | 2 GB | 16 GB External: supports up to 128 GB microSD/HC       | 4.6" HD          | 129g | 2600       | 4.0      | 802.11a/b/g/n/ac, dual-band | 예  | Rear: 20.7 MP Front: 2.2 MP | GSM / HSPA+ / LTE | 예 (IP65 and 68)   |
| Suzuran | 소니 엑스페리아 Z5 컴팩트       | 2015-10 | 5.1             | 2 GHz Qualcomm Snapdragon 810, octa-core                                                                        | 2 GB | 32 GB External: supports up to 200 GB microSD/HC       | 4.6" HD          | 138g | 2700       | 4.1      | 802.11a/b/g/n/ac, dual-band | 예  | Rear: 23 MP Front: 5 MP     | GSM / HSPA+ / LTE | 예 (IP65 and IP68) |

### 패블릿
| 암호명 | 판매명                   | 발매일  | 안드로이드 버전 | 단일 칩 체제 | RAM  | ROM   | 디스플레이 | 무게 | 전지 (mAh) | 블루투스 | Wi-Fi                       | NFC | 카메라                 | 네트워크          | 방수와 방진 (IP) |
| ------ | ------------------------ | ------- | --------------- | --- | ---- | ----- | ---------- | ---- | ---------- | -------- | --------------------------- | --- | ---------------------- | ----------------- | ---------------- |
| Togari | 소니 엑스페리아 Z 울트라 | 2013-09 | 4.4             | 2.2 GHz Qualcomm Snapdragon 800 8274, quad-core (non-LTE) 2.2 GHz Qualcomm Snapdragon 800 8974, quad-core (LTE) | 2 GB | 16 GB | 6.44" FHD  | 212g | 3050       | 4.0      | 802.11a/b/g/n/ac, dual-band | 예  | Rear: 8 MP Front: 2 MP | GSM / HSPA+ / LTE | 예 (IP58)        |

### 태블릿
| 암호명   | 판매명                           | 발매일  | 안드로이드 버전 | 단일 칩 체제                                           | RAM  | ROM                                         | 디스플레이          | 무게                     | 전지 (mAh) | 블루투스 | Wi-Fi                     | 카메라                     | 방수와 방진 (IP) |
| -------- | -------------------------------- | ------- | --------------- | ------------------------------------------------------ | ---- | ------------------------------------------- | ------------------- | ------------------------ | ---------- | -------- | ------------------------- | -------------------------- | ---------------- |
| Pollux   | 소니 엑스페리아 태블릿 Z         | 2013-03 | 4.1             | 1.5 GHz Qualcomm Snapdragon S4 Pro APQ8064, quad-core  | 2 GB | 16/32 GB                                    | 10.1" WUXGA         | 495g                     | 6000       | 4.0      | 802.11b/g/n, dual-band    | Rear: 8 MP Front: 2 MP     | 예 (IP57)        |
| Castor   | 소니 엑스페리아 Z2 태블릿        | 2014-03 | 4.4             | 2.3 GHz Qualcomm Snapdragon 801, quad-core             | 3 GB | 16 GB Internal microSD support up to 64 GB  | 10.1" WUXGA IPS LCD | 439g                     | 6000       | 4.0      | 802.11b/g/n/ac, dual-band | Rear: 8.1 MP Front: 2.2 MP | 예 (IP55 and 58) |
| Scorpion | 소니 엑스페리아 Z3 태블릿 컴팩트 | 2014-10 | 4.4             | 2.5 GHz Qualcomm Snapdragon 801 8974, quad-core        | 3 GB | 16 GB Internal microSD support up to 128 GB | 8" TFT LCD          | 270g                     | 4500       | 4.0      | 802.11b/g/n, dual-band    | Rear: 8.1 MP Front: 2.2 MP | 예 (IP65 and 68) |
| Karin    | 소니 엑스페리아 Z4 태블릿        | 2015-03 | 5.0             | 2.0 GHz Qualcomm Snapdragon 810 8974, Octa-core 64 bit | 3 GB | 32 GB Internal microSD support up to 128 GB | 10.1"               | 389g (Wi-Fi)/ 393g (LTE) | 6000       | 4.1      | 802.11b/g/n, dual-band    | Rear: 8.1 MP Front: 5.1 MP | 예 (IP65 and 68) |

## 같이 보기
- 소니 엑스페리아

### 내용주
1. ↑  The C6603 variant of the 엑스페리아 Z is LTE capable, while the C6602 variant is not LTE capable.
2. ↑  The C6503 & C6506 variants of the 엑스페리아 ZL are LTE capable, while the C6502 variant is not LTE capable.
3. ↑  The C5503 variant of the 엑스페리아 ZR & the 엑스페리아 A are LTE capable, while the C5502 variant is not LTE capable.
4. 1 2 3 4 5 6 7  The C6903, C6906 & C6943 variants of the 엑스페리아 Z1 are LTE capable, while the C6902 & L39h variants are not LTE capable.[20]
5. 1 2  The C6833 & C6806 variants of the 엑스페리아 Z 울트라 are LTE capable, while the C6802 variant is not LTE capable.[27]

### 참조주
1. ↑  소니 엑스페리아 Z6 Axed; 엑스페리아 Z Series Discontinued[깨진 링크(과거 내용 찾기)]
2. ↑  소니 flagship 엑스페리아 Z and 엑스페리아 ZL Android smartphones first look | IT Business. Itbusiness.ca (29 August 2013).
3. ↑  “소니's 엑스페리아 Z Smartphone Off to a Good Start: Executive”. 《CNBC》. NBCUniversal News Group. 2013년 2월 26일. 2013년 4월 1일에 확인함.
4. ↑  “소니 엑스페리아 Z 울트라 Review”. phonearena.com. 2013년 8월 12일에 확인함.
5. ↑  “엑스페리아™ Z 울트라 Features”. 소니 Mobile. 2013년 8월 12일에 확인함.[깨진 링크(과거 내용 찾기)]
6. ↑  “엑스페리아 Z – Developer World”. 《소니 Mobile Developer World》. 소니. 2013년 2월 27일에 확인함.[깨진 링크(과거 내용 찾기)]
7. ↑  Hughes, Conan (2013년 1월 28일). “소니 엑스페리아 Z slated for February 9 release in Japan”. Android Authority. 2013년 3월 18일에 확인함.[깨진 링크(과거 내용 찾기)]
8. ↑  Martonik, Andrew (2013년 6월 24일). “소니 엑스페리아 Z Android 4.2.2 update rolling out now”. 《Android Central》. Mobile Nations. 2013년 7월 5일에 확인함.[깨진 링크(과거 내용 찾기)]
9. ↑  “엑스페리아 ZL – Developer World”. 《소니 Mobile Developer World》. 소니. 2013년 2월 27일에 확인함.[깨진 링크(과거 내용 찾기)]
10. ↑  Chawla, Surbhi (2013년 2월 14일). “소니 엑스페리아 ZL to start retailing in Germany from April for 600 Euros: Report”. 《NDTV Gadgets》. NDTV. 2013년 3월 23일에 확인함.
11. ↑  Hardy, Ian (2013년 3월 20일). “Confirmed: 소니 엑스페리아 ZL launching in Canada on April 2nd”. MobileSyrup. 2013년 3월 23일에 확인함.[깨진 링크(과거 내용 찾기)]
12. ↑  Martonik, Andrew (2013년 6월 20일). “소니 엑스페리아 ZL (C6506) Android 4.2.2 update now available”. 《Android Central》. Mobile Nations. 2013년 7월 5일에 확인함.[깨진 링크(과거 내용 찾기)]
13. ↑  “엑스페리아 ZR – Developer World”. 《소니 Mobile Developer World》. 소니. 2013년 5월 13일에 확인함.[깨진 링크(과거 내용 찾기)]
14. ↑  Brian, Matt (2013년 5월 13일). “소니 shrinks the 엑스페리아 Z to 4.6 inches with new 엑스페리아 ZR”. 《The Verge》. Vox Media. 2013년 5월 13일에 확인함.[깨진 링크(과거 내용 찾기)]
15. ↑  “소니 엑스페리아 ZR LTE white paper”. 《소니 Mobile Developer World》. 소니. 2013년 5월 26일. 2013년 8월 28일에 확인함.[깨진 링크(과거 내용 찾기)]
16. ↑  Dobie, Alex (2013년 5월 15일). “NTT Docomo announces the 소니 엑스페리아 A”. 《Android Central》. Mobile Nations. 2013년 5월 17일에 확인함.[깨진 링크(과거 내용 찾기)]
17. ↑  Savov, Vlad. “소니's 엑스페리아 Z1 aims to be the biggest and best Android 카메라phone yet”. 《The Verge》. Vox Media. 2013년 9월 4일에 확인함.[깨진 링크(과거 내용 찾기)]
18. ↑  “엑스페리아 Z1 – Developer World”. 《소니 Mobile Developer World》. 소니. 2013년 9월 4일에 확인함.[깨진 링크(과거 내용 찾기)]
19. ↑  “소니 엑스페리아 Z1 HSPA+ white paper”. 《소니 Mobile Developer World》. 소니. 2013년 9월 4일. 2013년 9월 4일에 확인함.[깨진 링크(과거 내용 찾기)]
20. ↑  Padre, Joe (2013년 9월 4일). “Introducing 소니 엑스페리아  Z1 – a 5" waterproof smartphone with a large 1/2.3-type 20.7MP 카메라 [tech specs]”. 《소니 Mobile Developer World》. 소니. 2013년 9월 4일에 확인함.[깨진 링크(과거 내용 찾기)]
21. ↑  http://www.소니mobile.com/global-en/products/phones/엑스페리아-z2/%5B깨진+링크(과거+내용+찾기)%5D
22. ↑  “소니 엑스페리아 Z2 release date, news and features”. Tech Radar. 2014년 2월 25일. 2014년 2월 27일에 확인함.[깨진 링크(과거 내용 찾기)]
23. ↑  “엑스페리아 Z 울트라 –Developer World”. 《소니 Mobile Developer World》. 소니. 2013년 6월 26일에 확인함.[깨진 링크(과거 내용 찾기)]
24. ↑  Sarafolean, Nick (2013년 6월 25일). “소니 outs gargantuan 엑스페리아 Z 울트라”. 《Android and Me》. PhoneDog Media, LLC. 2013년 6월 26일에 확인함.[깨진 링크(과거 내용 찾기)]
25. ↑  “소니 엑스페리아 Z 울트라 HSPA+ XL39h white paper”. 《소니 Mobile Developer World》. 소니. 2013년 8월 1일. 2013년 9월 4일에 확인함.[깨진 링크(과거 내용 찾기)]
26. ↑  Briden, Paul (2013년 8월 29일). “소니 엑스페리아 Z 울트라 hands-on, specs, release date and price”. 《Know Your Mobile》. Dennis Publishing. 2013년 9월 4일에 확인함.[깨진 링크(과거 내용 찾기)]
27. ↑  Padre, Joe (2013년 6월 25일). “소니 엑스페리아 Z 울트라 unleashed – 6.4" Full HD TRILUMINOS 디스플레이, quad-core, waterproof smartphone [video]”. 《소니 Mobile Developer World》. 소니. 2013년 6월 26일에 확인함.[깨진 링크(과거 내용 찾기)]
28. ↑  “엑스페리아 태블릿 Z – Developer World”. 《소니 Mobile Developer World》. 소니. 2013년 8월 28일에 확인함.[깨진 링크(과거 내용 찾기)]
29. ↑  “「ドコモ タブレット 엑스페리아TM 태블릿 Z SO-03E」を発売” (일본어). NTT DoCoMo. 2013년 3월 18일. 2013년 4월 5일에 확인함.
30. ↑  Gonzales, David (2013년 3월 22일). “소니 엑스페리아 태블릿 Z debuts with LTE through NTT DoCoMo in Japan”. Android Authority. 2013년 4월 5일에 확인함.[깨진 링크(과거 내용 찾기)]
31. ↑  “엑스페리아 Z2 태블릿”. 《소니 Mobile》. 소니. 2014년 2월 28일에 확인함.[깨진 링크(과거 내용 찾기)]
32. ↑  “MWC: 소니 엑스페리아 Z2 태블릿 hands-on review”. theinquirer.net. 2014년 2월 28일에 확인함.[깨진 링크(과거 내용 찾기)]
33. ↑  “소니 엑스페리아 Z2 태블릿 is available for pre-order, here are the prices”. GSM Arena. 2014년 2월 28일에 확인함.